# Heliotropium ramosissimum
Heliotropium ramosissimum är en strävbladig växtart som först beskrevs av Johann Georg Christian Lehmann, och fick sitt nu gällande namn av Sieb. och Dc. Heliotropium ramosissimum ingår i Heliotropsläktet som ingår i familjen strävbladiga växter. Inga underarter finns listade i Catalogue of Life.

## Bildgalleri

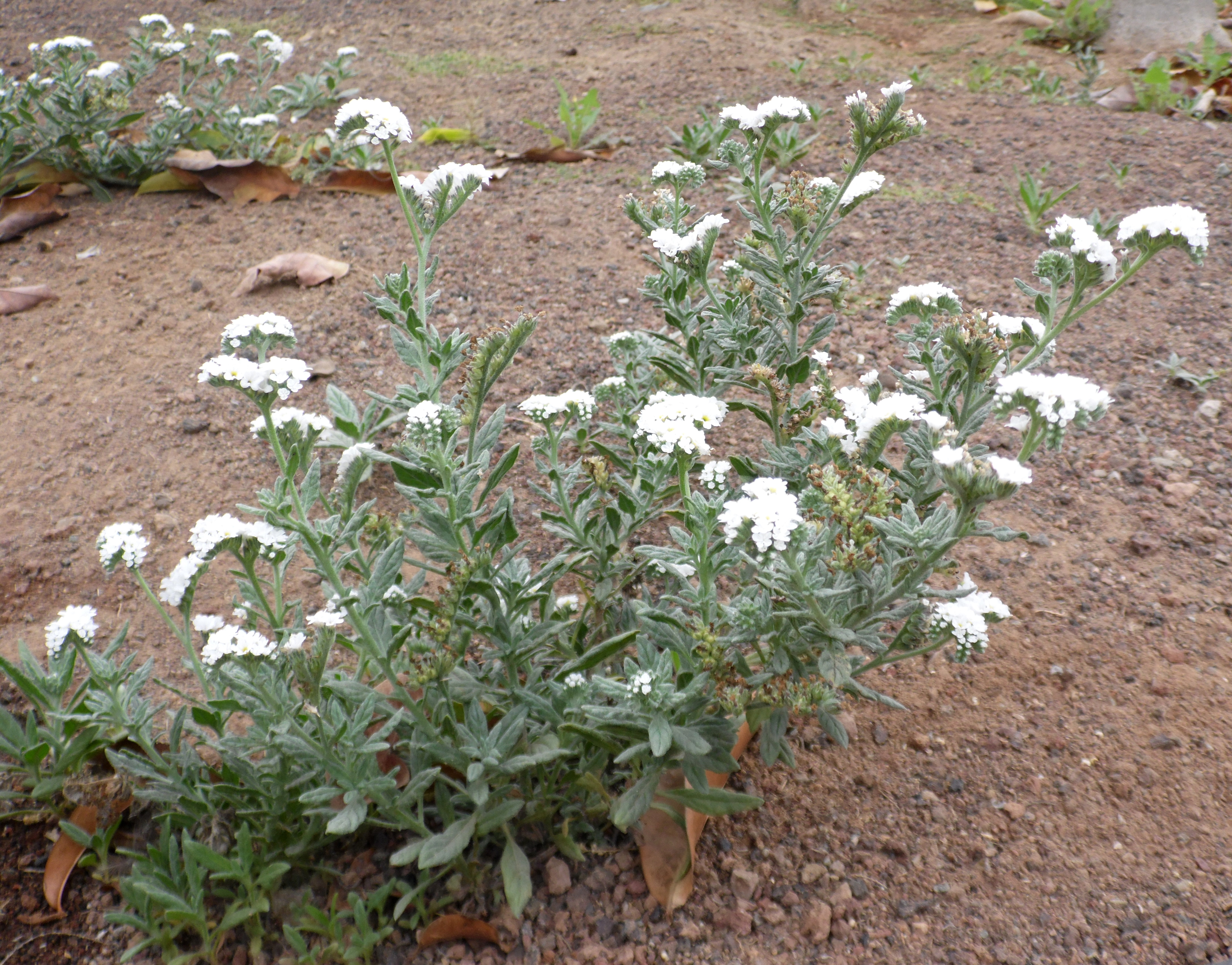
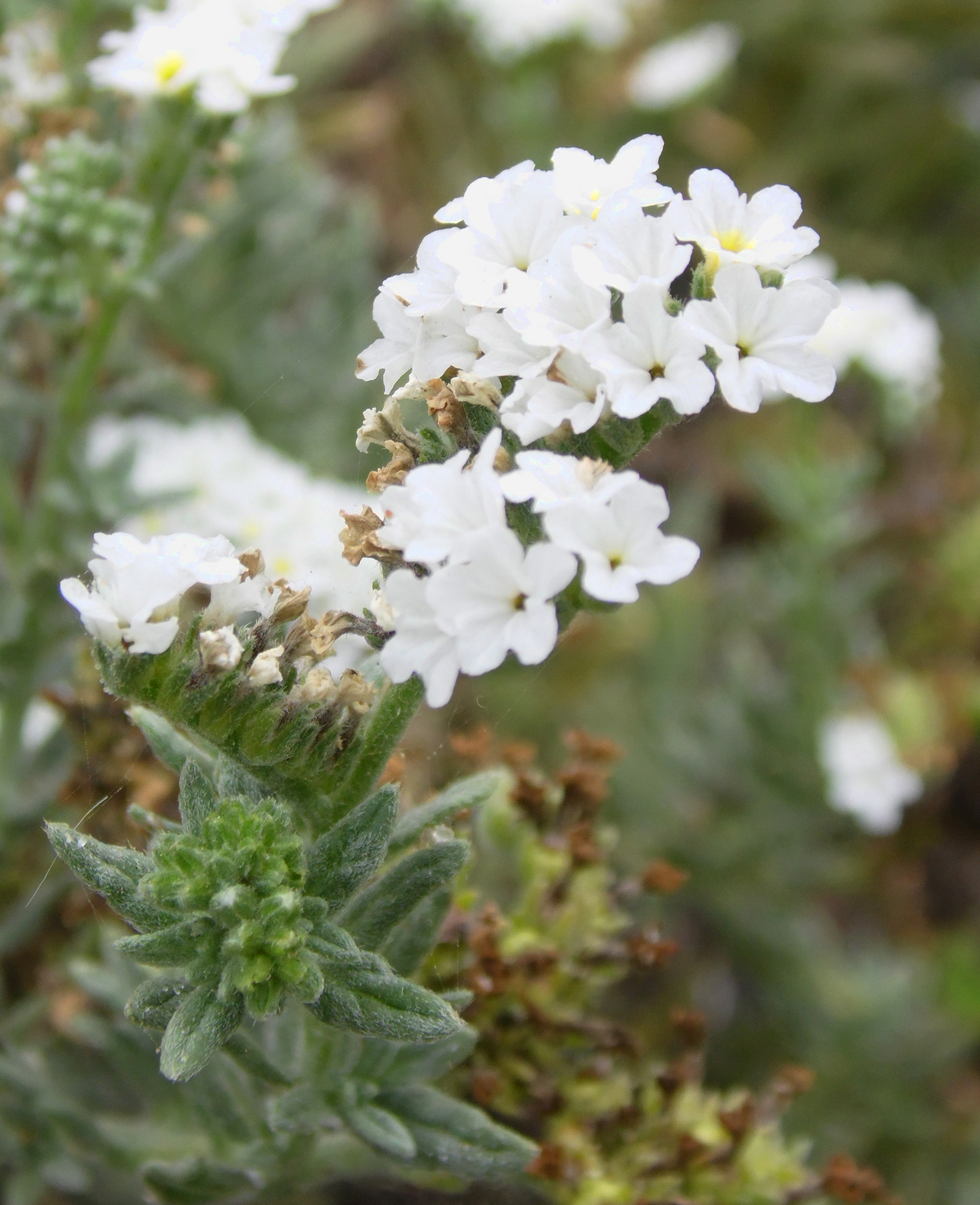
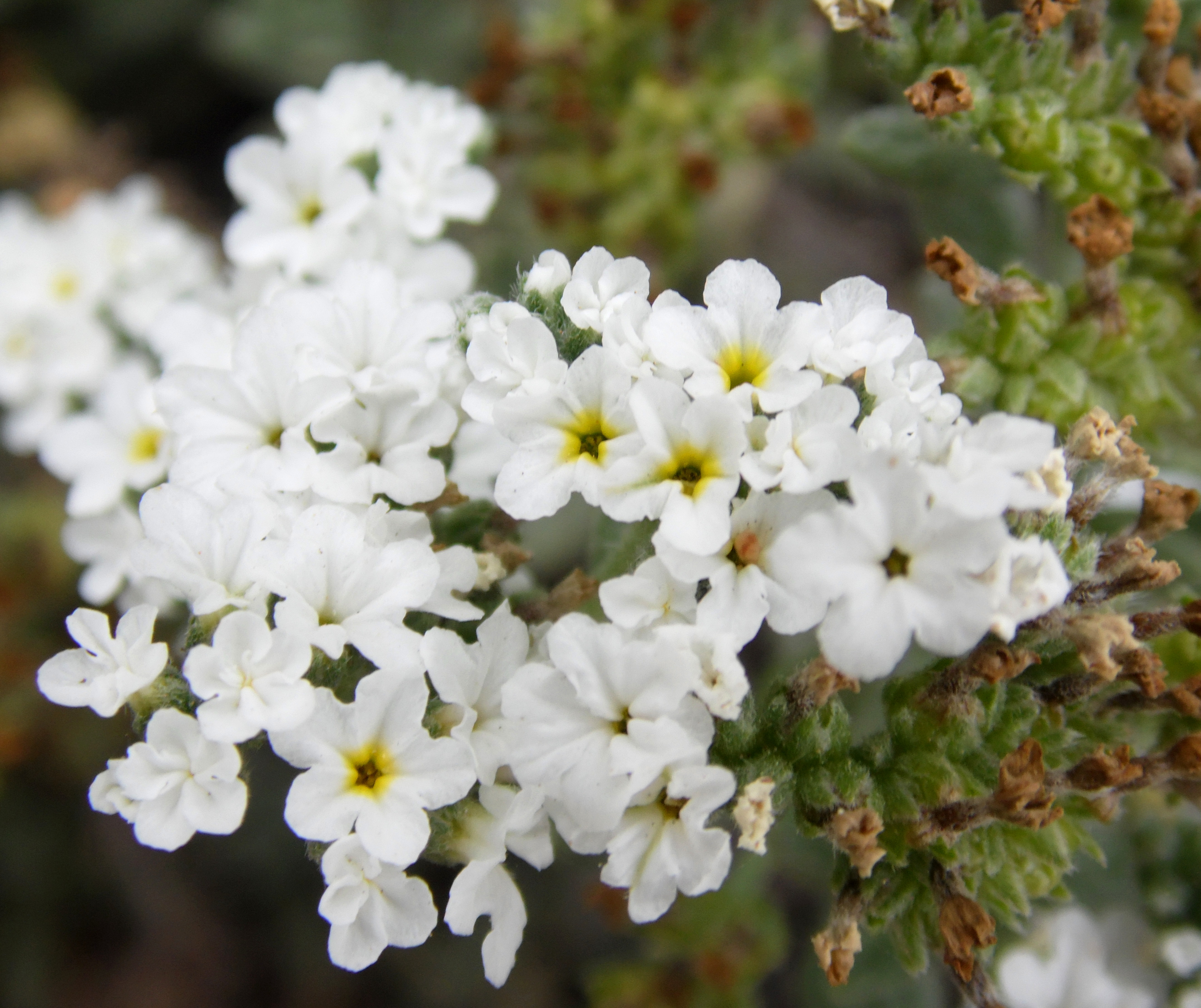
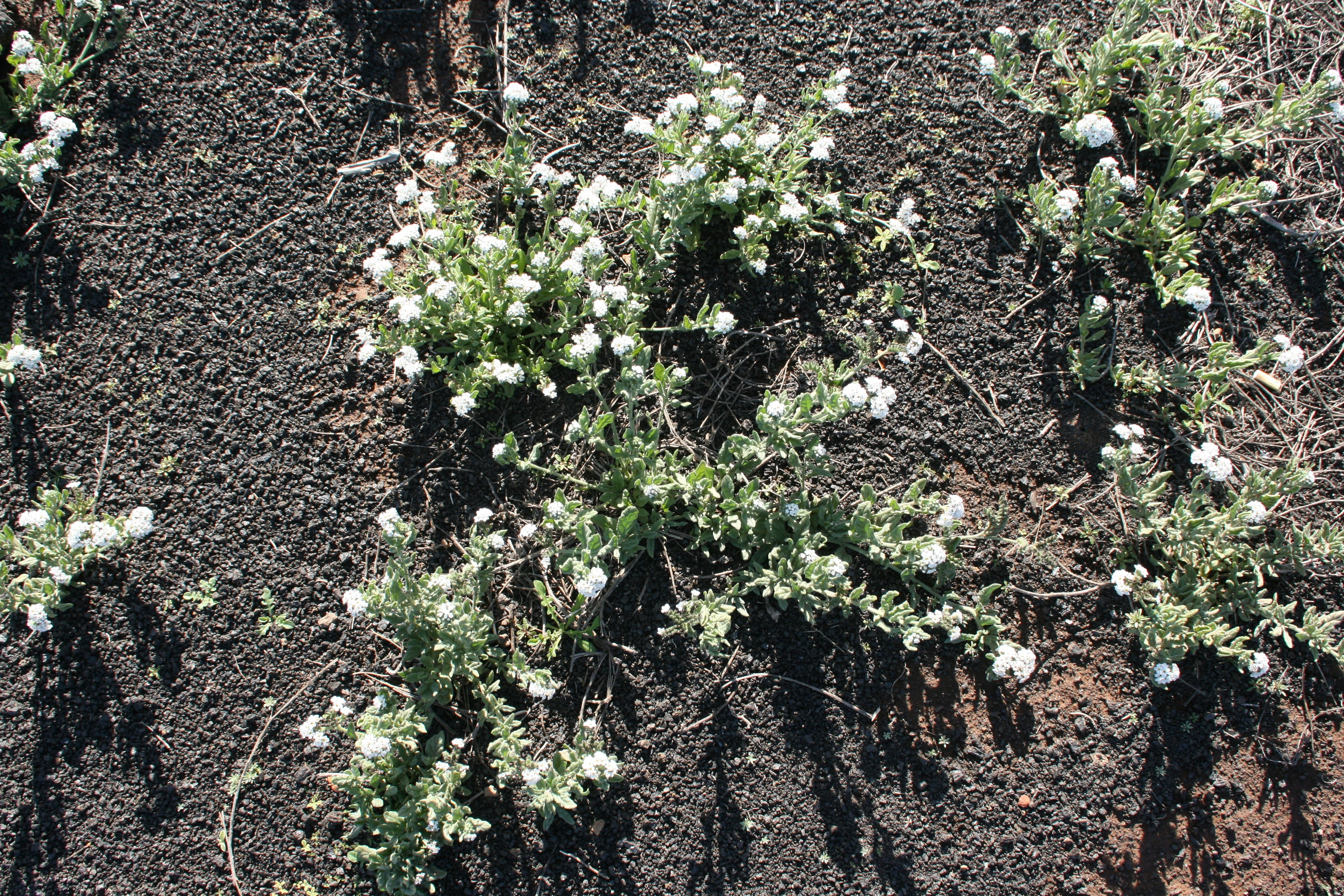